# Xã Rhoda, Quận Charles Mix, Nam Dakota
Xã Rhoda (tiếng Anh: Rhoda Township) là một xã thuộc quận Charles Mix, tiểu bang Nam Dakota, Hoa Kỳ. Năm 2010, dân số của xã này là 117 người.